# Livraria Cultura
A Livraria Cultura é uma livraria brasileira, fundada em 1947 por Eva Herz (1911–2001) no centro de São Paulo, mais especificamente na Rua Augusta. A Livraria Cultura já teve várias lojas e megalojas espalhadas por todo o Brasil, e atualmente tem lojas físicas presentes em duas capitais – uma em Porto Alegre, e outra em São Paulo –, além de ter uma loja Geek.Etc.Br na capital paulista. 
Após anos de prejuízos financeiros, que incluiu o fechamento das unidades físicas no Rio de Janeiro, a empresa entra com um pedido de recuperação judicial, no dia 24 de outubro de 2018, procurando renegociar suas dívidas com editoras de livros e outros credores da empresa. O pedido de recuperação judicial foi aceito no dia 13 de abril de 2019 para reestruturar a dívida de 285 milhões de reais. A empresa teve falência decretada pela Justiça no dia 9 de fevereiro de 2023. Por conta da crise, administra suas últimas duas lojas. Apesar de ter tido a falência decretada, a empresa recorreu e obteve liminar que suspende o decreto de falência.

## História
Em 1947, Eva Herz, filha de imigrantes judeus da Alemanha, montou um serviço de aluguel de livros chamado Biblioteca Circulante em sua casa na Alameda Lorena, em São Paulo. Os livros eram importados da Europa e sua clientela era principalmente de imigrantes. O serviço se popularizou e a biblioteca circulante passou a emprestar livros de autores brasileiros, bem como a vendê-los. 
Em 1969, Herz inaugura a loja do Conjunto Nacional, na Avenida Paulista, extinguindo a Biblioteca Circulante. O filho de Eva, Pedro Herz, tornou-se seu sócio na empresa.
Na comemoração de seus 60 anos, em 2007, a Livraria Cultura renovou sua identidade visual e também sua visão como empresa. A unidade da Avenida Paulista foi reinaugurada em 21 de maio de 2007, no espaço antes ocupado pelo histórico Cine Astor, substituindo as quatro lojas menores existentes no Conjunto Nacional.
Com o tempo, as quatro lojas reabriram: uma, no final de 2007, abrigando apenas os livros de arte; entre 2008 e 2009, as outras três, em parceria com as editoras Companhia das Letras, Instituto Moreira Salles e Record, em um processo conhecido como varejo customizado. Essa loja customizada foi fechada em 2017.
Em maio de 2013, a Livraria Cultura vendeu 25% de suas ações para o fundo Capital Mezanino, da gestora Neo Investimentos, em 2009; a associação ao Itaú acontece porque uma empresa que pertence ao banco presta serviços de administração para a Neo Investimentos.
Em 2013, a loja da Record fechou dando lugar à primeira unidade da Geek.Etc.Br e, em 2014, a loja do Instituto Moreira Salles mudou para outro endereço. No começo de 2016, a loja de artes e a Geek deixaram de ocupar as duas lojas externas. Os livros de fotografia e artes foram realocados para dentro da loja principal e a Geek passou a ocupar o espaço da antiga loja da Companhia das Letras. Em 19 de julho de 2017, a livraria adquiriu a operação da Fnac no Brasil sem revelar os valores. No final do mesmo ano a livraria adquiriu o marketplace de livros Estante Virtual.
Em outubro, recebeu o prêmio de empresa mais admirada pelos consumidores no segmento de livrarias e papelarias. A premiação é organizada pelo IBEVAR-FIA.

## Recuperação judicial e falência
Após anos de prejuízos financeiros, que incluiu o fechamento das unidades físicas no Rio de Janeiro, a redução do quadro de funcionários e o encerramento das operações da Fnac no Brasil, a empresa entrou com um pedido de recuperação judicial, no dia 24 de outubro de 2018, procurando renegociar suas dívidas com editoras de livros e outros credores da empresa.
Em 13 de abril de 2019, o pedido de recuperação judicial foi aceito para reestruturar a dívida de 285 milhões de reais. Os credores aceitaram um plano de reestruturação das dívidas da empresa, descontando 70% da dívida e dando um prazo de 12 anos para a quitação da dívida. A Livraria Cultura tinha na época 15 lojas, além da loja virtual. Em setembro de 2020, foi apresentado um novo plano de reestruturação, com rejeição dos credores.
Em fevereiro de 2022, anunciou o fechamento da sua loja do Shopping RioMar Recife, ficando inicialmente com apenas três lojas: duas em São Paulo e uma em Porto Alegre.
Em fevereiro de 2023, a 2ª Vara de Falências e Recuperações Judiciais da Justiça de São Paulo decretou a falência e o bloqueio de ativos da Livraria Cultura e sua holding, a 3H Participações. Na decisão, o juiz do caso justificou que houve descumprimento do plano de recuperação judicial, ausência de quitação das dívidas trabalhistas e de credores, além da falta de compromisso com o envio de documentos e indícios de fraudes em movimentações financeiras realizadas por sócios da empresa. A rede conta atualmente com duas lojas.
A Livraria Cultura recorreu da decisão e obteve liminar que suspende o decreto de falência. Na petição, a empresa afirmou que continua sendo uma empresa viável do ponto de vista econômico e social, atendendo a uma média de 300 mil consumidores por mês e que viu aumento no faturamento no último ano.

## Denúncias de assédio moral
Em 21 de abril de 2019, o Jornal Passa Palavra do Coletivo Passa Palavra publicou uma matéria expondo diversas situação de abuso moral da gestão da livraria contra seus funcionários, uma série de depoimentos sobre casos de perseguição, troca de hostilidades, cobranças desproporcionais e ameaças feitas por superiores durante o expediente; muitos deles, inclusive, contam que tiveram traumas psicológicos por causa da postura da empresa.
A Livraria Cultura negou veementemente todas as acusações feitas pelos ex-funcionários; em nota, a empresa informa que os fatos narrados “foram completamente distorcidos”. “Os casos citados supostamente ocorreram anos atrás. Não temos como comentar algo que não se sustenta”, diz o texto.
Em fevereiro de 2020, mais denúncias de abuso moral são publicadas no site Viomundo, reproduzidas no Jornal Passa Palavra do Coletivo Passa Palavra.